# Velia
Velia je archeologické naleziště v katastru obce Ascea, v provincii Salerno v jižní Itálii (Kampánie), v oblasti zvané Cilento.

## Elea
Velia je latinské jméno původně řeckého města Elea (Ἐλέα), které podle Hérodota někdy kolem roku 540 př. n. l. založili uprchlíci z iónské Fókaie. Místo bylo tehdy na pobřeží Tyrhénského moře a Elea byl důležitý přístav. Město proslavili rodáci Zénón z Eleje a Parmenidés a podle něho se nazývali i eleaté jako filosofická škola. Roku 273 př. n. l. se město přidalo k Římu a v Punských válkách bylo jeho věrným spojencem. Roku 88 př. n. l. se stalo jako Velia municipiem a dostalo městská práva. V okolí města měli své vily významní Římané, například Cicero nebo Cato mladší. Když se pobřeží vzdálilo, ztratilo na významu a někdy v 9. století bylo úplně opuštěno.

## Vykopávky
Zachovala se městská hradba v délce asi 5 km se zbytky brány a několika věží, zříceniny divadla, fóra a několika chrámů v krásné krajině, která láká i turisty.
Od roku 1998 je oblast součástí světového dědictví.

## Galerie

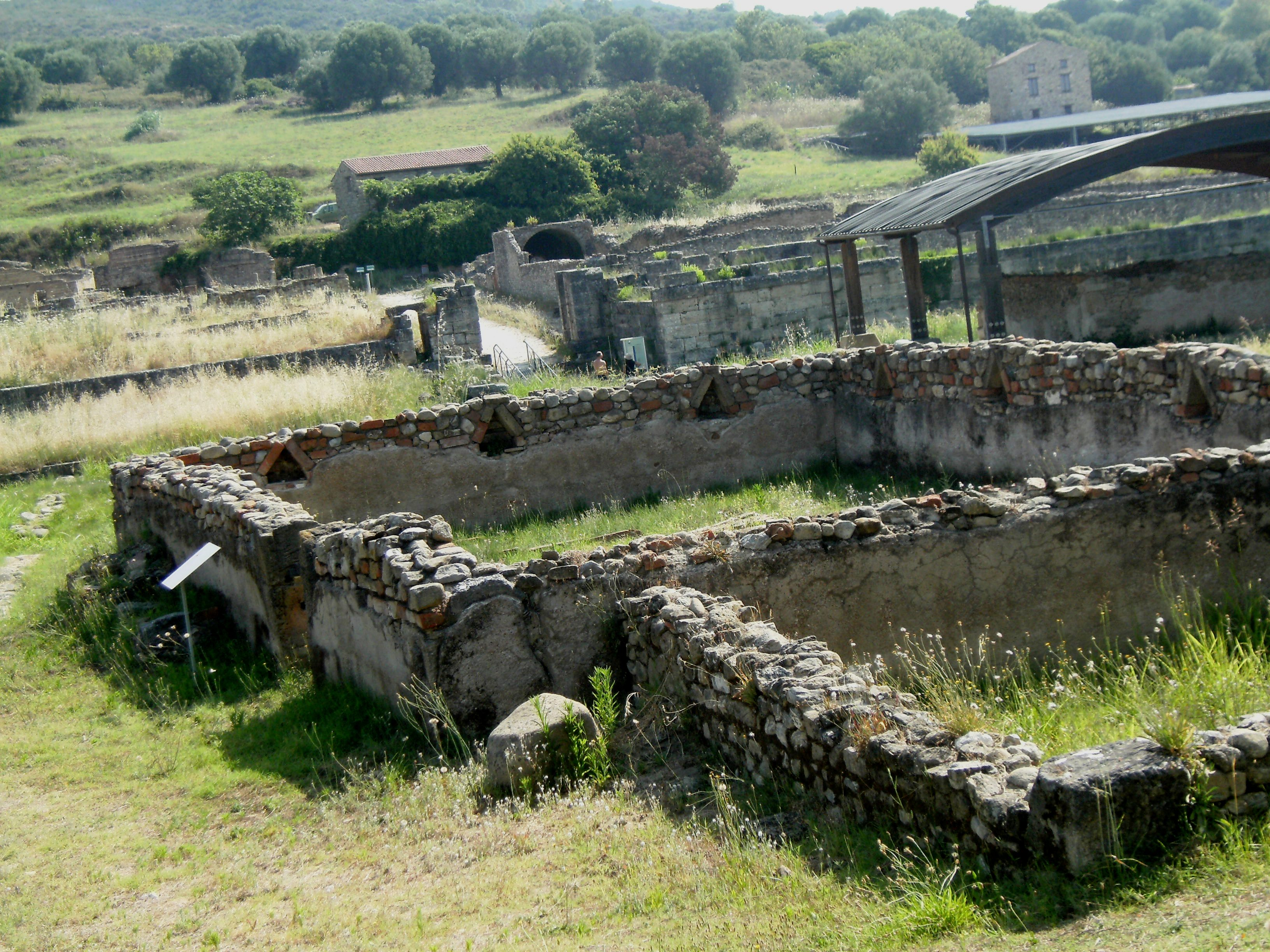
Vykopávky
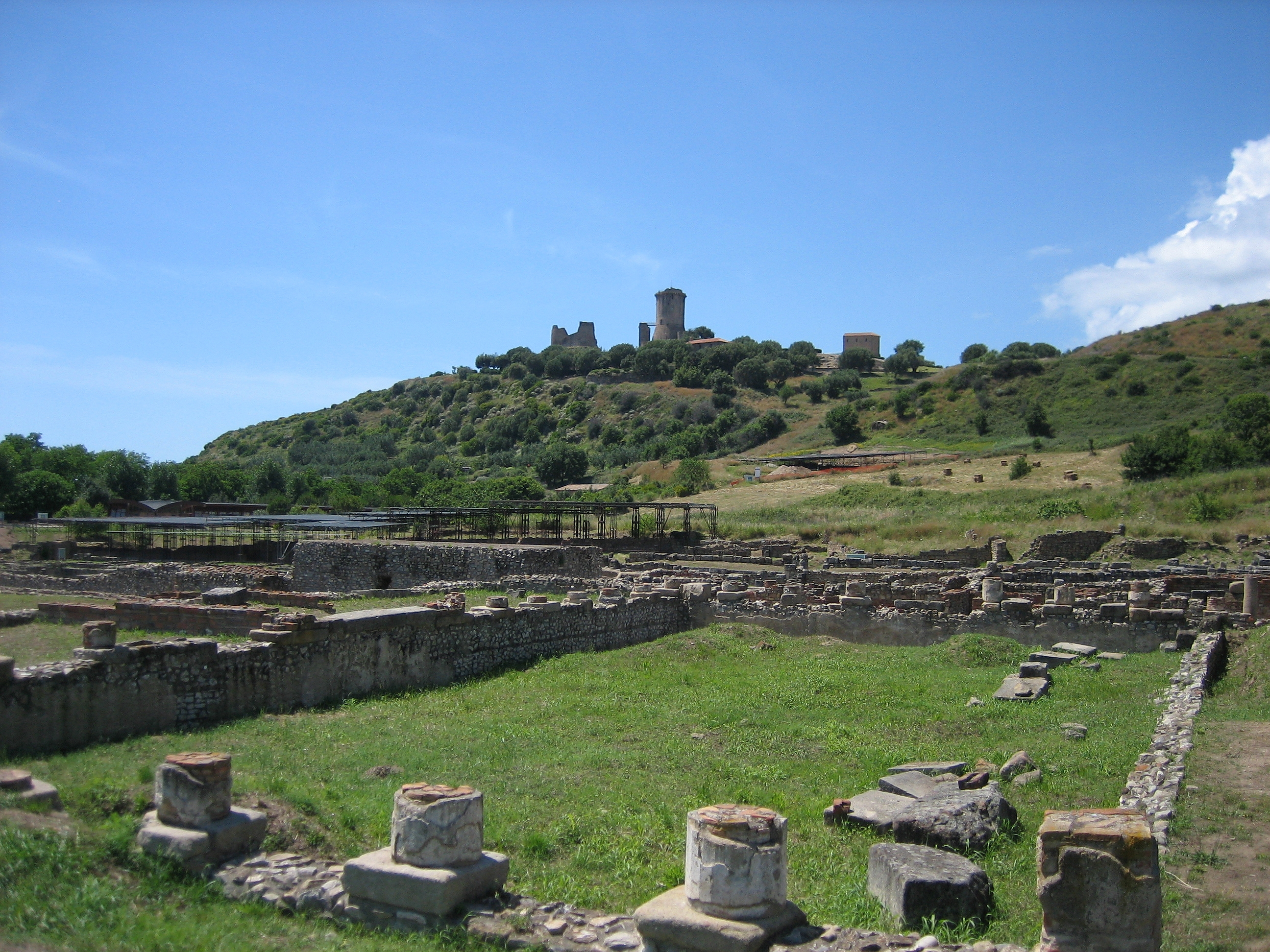
Vykopávky a středověká věž
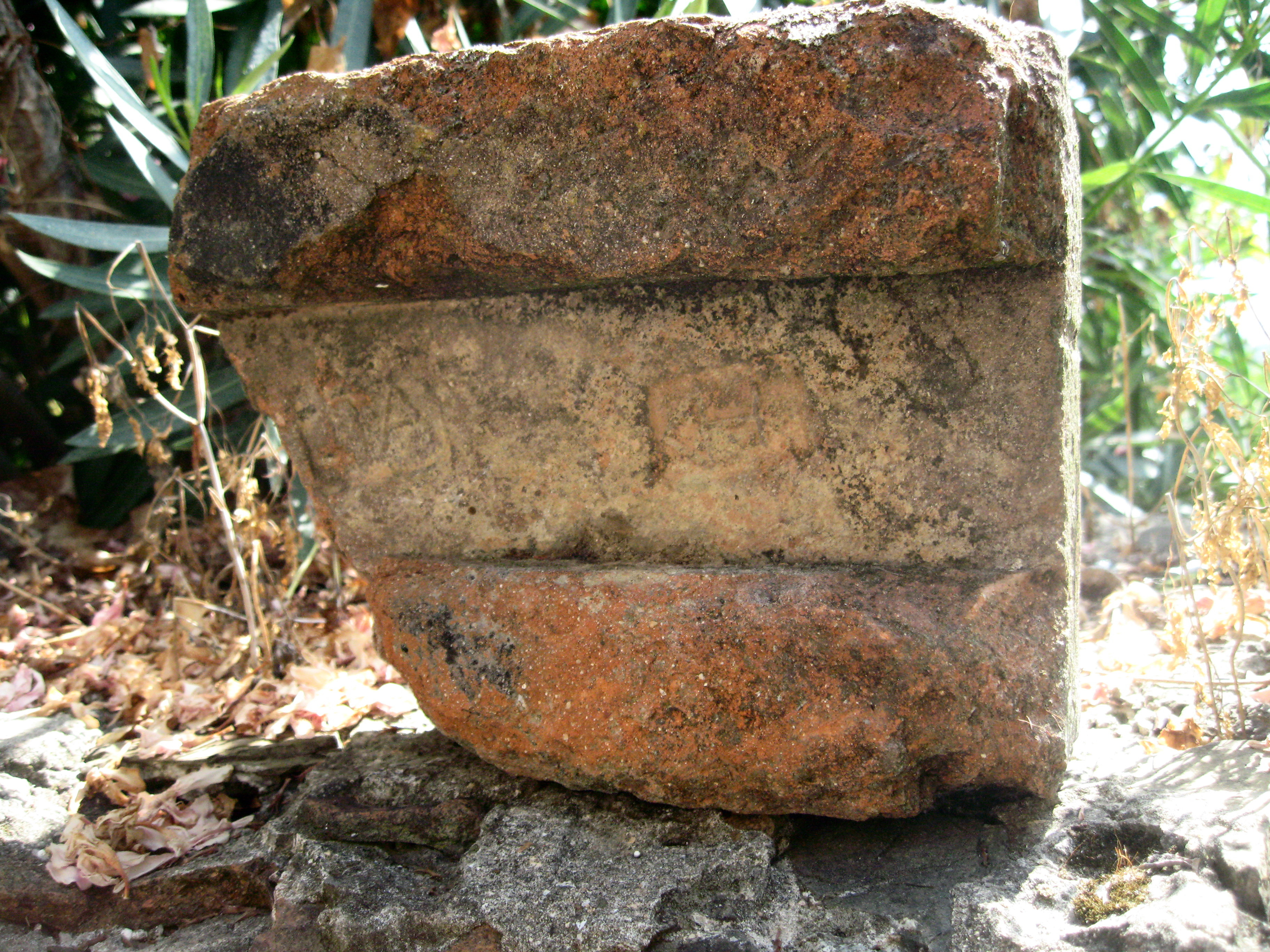
Řecká cihla
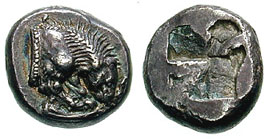
Drachma města (kolem 520 př. n. l.)